# تورستن کومفلت
تورستن کومفلت (انگلیسی: Torsten Kumfeldt؛ ۴ ژانویه ۱۸۸۶ – ۲ مه ۱۹۶۶ (aged 80)) ورزشکار واترپلو اهل سوئد بود.
وی در مسابقات کشوری و بین‌المللی در مجموع برندهٔ ۱ مدال نقره، ۲ مدال برنز شده‌است.